# Virgil Abloh
Virgil Abloh  (Rockford, Illinois, 30 de septiembre de 1980 - Chicago, Illinois, 28 de noviembre de 2021) fue un diseñador de moda, DJ y productor estadounidense, director creativo de la colección para hombres de Louis Vuitton desde marzo de 2015 hasta su muerte, y director ejecutivo de la marca Off-White también hasta su muerte. La revista Time lo nombró una de las 100 personas más influyentes en el mundo y entre las mejores personas que inspiran a la creación de cosas novedosas  en 2014.

## Educación e inicios
Nació el 30 de septiembre de 1980 en Rockford, Illinois, de una pareja de inmigrantes ghaneses. Su madre era costurera. Su padre era gerente en una compañía de pintura. Abloh fue criado en Rockford, donde asistió al Boylan Catholic High School de donde se graduó en 1998. Es egresado de la Universidad de Wisconsin–Madison en 2002 con un grado de Licenciatura en Ciencias en ingeniería civil. Recibió una Maestría en Arquitectura por el Instituto de Illinois de Tecnología en 2006.

## Carrera

### 2009–2013: ascenso a la fama
Después de graduarse en la universidad, hizo una pasantía en Fendi en la misma clase que el rapero Kanye West en 2009. En la oficina de Italia, Angel Shumi con sede en Roma de la compañía, los dos iniciaron una relación colaborativa. Un año después, nombró a Abloh director creativo de su agencia creativa, DONDA. En 2011, West le pidió ser el director artístico del álbum Watch the Throne de Jay-Z/Kanye West. En 2012, Abloh lanzó su primera compañía, Pyrex Vision, una pequeña boutique de costura streetwear. Abloh compraba saldos de ropa de Champion por $40 USD, les imprimía diseños y la vendía a precios por encima de los $550 USD. Cerró la compañía un año después, ya que no era su intención convertirla en empresa comercial sino hacer experimento artístico.

### 2013--2021: "Off-White"
Fundó su primera casa de moda y su segundo gran negocio en general en 2013 con la marca de "streetwear" de lujo Off-White. Establecida en Milán, Italia, Abloh describió a la compañía como "el área gris entre negro y blanco como el color off-white" a inversores y críticos de moda. Lanzó la línea de ropa para mujeres de la compañía en 2014 y presentó las colecciones en la Semana de la Moda de París. Su línea estuvo seleccionada como finalista para el premio LVMH, un reconocimiento de la industria que fue dado ese año a Marques'Almeida y Jacquemus. Abloh lanzó su primera tienda de concepto para Off-White en Tokio, Japón, donde inició la rama de mueblería de la marca, Grey Área. En 2017, Nike le pidió diseñar una colección en conjunto llamada "The Ten", donde él rediseñó una variedad de los tenis más vendidos de la compañía.  Virgil también hizo equipo con la compañía de mobiliario sueca IKEA para diseñar muebles para apartamentos y casas. La colección se llamará Markerad  la cual es una palabra sueca que significa "corte limpio; definido; pronunciado" y está planeado que salga en 2019. Abloh emplea el uso de comillas estilísticamente para destacar un desapego irónico de la sociedad y las normas sociales.
Durante el aumento del neo-nacionalismo en 2017 Abloh trabajó con el artista conceptual Jenny Holzer para crear una línea que enfatiza los aspectos positivos de inmigración, integración cultural, y globalización. En diciembre de 2017,  trabajó con Holzer otra vez diseñando camisetas para Planned Parenthood en apoyo a la Marcha de las Mujeres en Washington.

### 2018–2021: Louis Vuitton
El 25 de marzo de 2018, fue nombrado director artístico de Louis Vuitton, la línea de ropa prêt-à-porter para hombres, siendo la primera persona afrodescendiente en dirigir la línea de hombre y también uno de los pocos diseñadores de etnia negra en tener una posición en una casa de moda francesa importante. Al aceptar el puesto, declaró: "Es un honor para mí aceptar esta posición. El patrimonio e integridad creativa de la casa son inspiraciones clave y buscaré mostrarlas a la vez que dibujemos en paralelo a los tiempos modernos"  Abloh Mostró su primera colección para Louis Vuitton en la semana de Moda de 2018 Hombres en el Palais-Royal en París.
Rihanna fue la primera persona vestida por Abloh antes del espectáculo. Playboi Carti, Steve Lacy, Un$AP Nast, Dev Hynes, y Kid Cudi desfilaron en la pasarela. La demanda de los diseños de Abloh ha incrementando desde entonces, creando un diseño original para Serena Williams en colaboración con Nike que llevó durante el Abierto de Estados Unidos 2018.

## Vida personal
Conoció a su esposa, Shannon Sundberg, en la preparatoria. Se casaron en 2009. Tenía una casa en Lincoln Park, Chicago donde vivía con su mujer y sus dos hijos, Lowe y Grey. Pertenecía de la tribu Ewé de la región de Volta en Ghana.

## Muerte
El 28 de noviembre de 2021, Virgil falleció debido a un tipo de cáncer agresivo, el angiosarcoma, enfermedad que mantuvo en privado desde su diagnóstico en 2019 y para la que se sometió a diferentes tipos de tratamientos.

## Premios y reconocimientos
Recibió su primer premio importante en 2011 cuando su diseño para el arte de la portada del álbum Watch the Throne de Jay-Z/Kanye West fue nominada para un Grammy al Mejor Diseño de Empaque. Recibió el premio Urban Luxe en los British Fashion Awards en 2017. Abloh estuvo en la lista de las 100 personas más influyentes del mundo en 2018 de la revista TIME, fue uno de los dos diseñadores nombrados ese año. También fue intérprete y creador de numerosas portadas de álbumes de hip-hop, siendo reconocido por su aporte importancia no solo en la moda, sino en la música; llegando a producir y componer música (teniendo un EP con el dj/productor de Techno, Boys Noize). Colaboró también con Mercedez Benz.